# Hylodes uai
Hylodes uai är en groddjursart som beskrevs av Nascimento, Pombal och Célio F.B. Haddad 200. Hylodes uai ingår i släktet Hylodes och familjen Hylodidae. IUCN kategoriserar arten globalt som otillräckligt studerad. Inga underarter finns listade i Catalogue of Life.